# Francisco Murcia de la Llana
Francisco Murcia de la Llana, né vers 1555 à Priego et mort le 24 novembre 1639 à Madrid, est un philosophe espagnol professeur à l'Université d'Alcalá au début du XVIIe siècle.

## Biographie
Murcia de la Llana est une grande figure de la diffusion de la philosophie dans l'Espagne du début du XVIIe siècle, par sa fonction de "corrector general" ("corrector general de libros de su majestad el rey D. Felipe III") des livres de la Majesté le Roi d'Espagne (1609-1635, la fonction passe alors à son fils Carlos Murcia de la Llana). Il a beaucoup fait pour vulgariser la philosophie scolastique, notamment en traduisant les "Súmulas" (Summulae) de Gaspar Cardillo de Villalpando (Madrid, 1615), et en composant un "Compendio de los Metheoros del príncipe de los filósofos griegos y latinos, Aristóteles" (Madrid, 1615). Ses œuvres imprimées sont très nombreuses. En 1617, il publie une sorte de "compendium" des œuvres du jésuite Gabriel Vázquez sous le titre de "Disputationes metaphysicae", de toute évidence dans le but de concurrencer celles de Francisco Suárez.

## Œuvres
- Selecta circa Aristotelis dialecticam subtilioris doctrinae quae in Complutensi academia versatur, miro quodam ordine disposita, et in dilucidam methodum redacta, Madrid, 1604 ; Ingolstadt, 1621
- Murcia de la Llana, Francisco (éd.) Vázquez, Gabriel, Disputationes metaphysicae desumptae ex variis locis suorum operum, Madrid, 1617 ; Antwerp, 1618